# Hatesphere
«Hatesphere» — датская метал-группа из Орхуса, Дания. Группа была образована в 1998 гитаристом Петером «Пепе» Хансеном (Peter «Pepe» Hansen). На 2010 год группа состоит из вокалиста Эсбена «Иззи» Хансена (Esben «Esse» Hansen), гитариста Петера «Пепе» Хансана (Peter «Pepe» Hansen), Якоба Нюхольма, бас-гитариста Джимми Нидергаарда и барабанщика Майка Парка. На сегодняшний день группа выпустила шесть студийных альбомов и 2EPs. Последний (по состоянию на июнь 2012) альбом «The Great Bludgeoning» был выпущен в сентябре 2011.

## История
Образованная в Орхусе, Дания, гитаристом Петером «Пепе» Хансеном в 1998 году, HateSphere быстро завоевала датскую метал-сцену, одновременно установив новые стандарты треш-метала как внутри страны, так и за рубежом. Первые три альбома, Hatesphere, Bloodred Hatred и Ballet of the Brute, возвысили статус группы от «местного треш-коллектива» до «Европейской треш-группы». Под руководством Scarlet Records, HateSphere гастролировала по Европе вместе с The Haunted в 2003 и снова вместе с Exodus в 2004, одновременно принимая участие в фестивалях Wacken Open Air, With Full Force, и Hellfest.
В 2005, HateSphere подписала контракт с SPV Records. Альбом The Sickness Within был выпущен в сентябре 2005-го и получил восторженные отзывы мировой метал-сцены. На волне популярности альбома, HateSphere выступила на фестивалях Европы вместе с Kreator, Morbid Angel, Soilwork, Dark Tranquillity, and Chimaira. В дополнение к хедлайнерам шоу, в поддержку The Sickness Within, группа выступала на Wacken Open Air, Metal Camp, и Roskilde Festival.
HateSphere продолжает повышать свою популярность на международной сцене, гастролируя в Японии вместе с Gojira, выступая в качестве хедлайнера первой части Danish Dynamite tour с Raunchy и Volbeat. HateSphere вошла в историю как первая датская группа, выступившая в Китае. После выхода в 2007 альбома Serpent Smiles and Killer Eyes, HateSphere снова отправилась в Европейское турне вместе с Aborted и Dagoba, за которым последовало яркое выступление на Wacken Open Air и Roskilde Festivals, а также поездка в Польшу вместе с группой Behemoth в сентябре.
Serpent Smiles and Killer Eyes занял 26-ю позицию в Датском хит-параде. Вскоре после этого, HateSphere покинул вокалист Якоб Бредаль, решив сосредоточиться на музыке, отличной от музыкального стиля группы. HateSphere после этого события доказала свою твердость в надеждах на будущее, и вскоре к группе присоединился новый вокалист — Джоллер Альбретсен. Сразу же после этого группа отправилась в месячное турне по Европе при поддержке шведской группы Dismember.
HateSphere вернулись в студию Antfarm Studios в ноябре 2008 года для записи следующего альбома под названием To the Nines. To the Nines был записан, микширован и сведен меньше чем за месяц при поддержке продюсера Tue Madsen, а также групп (Earth Crisis, The Haunted и Heaven Shall Burn) в AntFarm Studios в Орхусе и был впоследствии выпущен под лейблом Napalm Records.
В феврале 2010 вокалист Джонатан «Джоллер» Альбретсен покинул Hatesphere, и группа представила вокалиста Мортена «Крюге» Мадсена (Morten «Kruge» Madsen), который заменит Альбретсена в Североамериканском турне (февраль-март 2010) при поддержке групп The Black Dahlia Murder, Obscura, and Augury.
В июле 2010 стало известно, что постоянным вокалистом группе станет Эсбен «Иззи» Хансен (Esben «Esse» Hansen), известный своим участие в Датской метал-группе As We Fight. В то же время объявил о своем уходе бас-гитарист Миксен Линдберг (Mixen Lindberg). Замена ему нашлась довольно быстро — им стал бас-гитарист Микаэль Элерт (Mikael Ehlert). Но новый бас-гитарист согласился сотрудничать с группой лишь до конца 2010 года. После этого группа гастролировала по США и Канаде в сентябре-ноябре 2010 в паре с группой Nevermore. В мае 2011 стало известно о присоединении к группе бас-гитариста Джимми Нидергаарда.

## Состав

### Текущий состав
- Esben «Esse» Hansen — вокал (2010-)
- Peter «Pepe» Lyse Hansen — ритм- и соло-гитара (1998-)
- Jakob Nyholm — ритм-гитара (2007-)
- Mike Park — барабаны (2009-)
- Jimmy Nedergaard — бас-гитара (2011-)

### Бывшие участники
Вокалисты
- Jacob «Dr. J» Bredahl (1998—2007) (Chaosium, Allhelluja, The Kandidate, Barcode, Last Mile)
- Jonathan «Joller» Albrechtsen (2007—2010) (Scarred by Beauty, Mudslide)

Гитаристы
- Niels Peter «Ziggy» Siegfredsen (1998—2003) (Cryonic)
- Henrik «Heinz» Bastrup Jacobsen (2003—2007) (Koldborn, Sadogoat)

Бас-гитаристы
- Mikael Ehlert Hansen (1998—2007)
- Mixen Lindberg (2007—2010)

Барабанщики
- Jesper Moesgaard (1998—2000)
- Morten Toft Hansen (2000—2003) (Raunchy)
- Anders «Andy Gold» Gyldenøhr (2003—2007) (Grope, Artillery, Pixie Killers)
- Dennis Buhl (2007—2009) (The Downward Candidate/The Kandidate, Sinphonia, Evil Masquerade)

## Дискография

### Студийные альбомы
- Hatesphere (2001)
- Bloodred Hatred (2002)
- Ballet of the Brute (2004)
- The Sickness Within (2005)
- Serpent Smiles and Killer Eyes (2007)
- To the Nines (2009)
- The Great Bludgeoning (2011)
- Murderlust (2013)
- New Hell (2015)
- Reduced to Flesh (2018)
- Hatred Reborn (2023)

### EP’s
- Something Old, Something New, Something Borrowed and Something Black (EP, 2003)
- The Killing (EP, 2005)

## Музыкальные клипы
- Sickness Within
- Reaper of Life
- Forever War
- Drinking With the King of the Dead
- Floating
- To the Nines